# 1943 Anteros
Az 1943 Anteros (ideiglenes jelöléssel 1973 EC) egy földközeli kisbolygó. James B. Gibson fedezte fel 1973. március 13-án.